# 리히텐슈타인의 국가

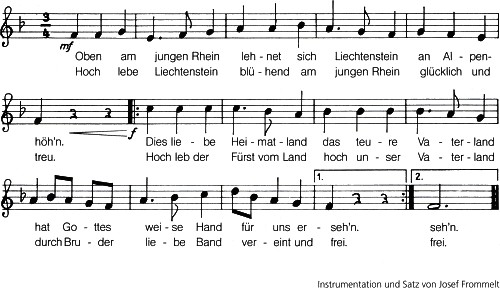

저 라인 강 위쪽으로(독일어: Oben am jungen Rhein)는 리히텐슈타인의 국가이다. 야코프 요셉 야우치가 작사하였다. 멜로디는 영국의 국가인 찬송가 멜로디에서 딴곡 멜로디(God save the queen)와 같은 멜로디를 사용한다. 1875년에 야코프 요제프 야우흐(Jakob Josef Jauch)에 의해 쓰인 원본 가사는 7절로 이루어져 있었으나, 오늘날 사용되는 것은 1963년에 '독일의(deutschen)'를 '젊은(jungen)'으로 바꾸는 등 다소 수정되고 2절로 간략화된 가사이다.

## 독일어 가사
1절
Oben am jungen Rhein
Lehnet sich Liechtenstein
An Alpenhöh'n.
Dies liebe Heimatland,
Das teure Vaterland,
Hat Gottes weise Hand
Für uns erseh'n.
2절
Hoch lebe Liechtenstein
Blühend am jungen Rhein,
Glücklich und treu.
Hoch leb' der Fürst vom Land,
Hoch unser Vaterland,
Durch Bruderliebe Band
Vereint und frei.

## 한국어 해석
1절
젊은 라인 강 위에
리히텐슈타인은 서 있네,
높은 알프스 산맥에.
이 사랑하는 조국,
친애하는 조국은
하나님의 지혜로운 손이
우리를 위해 선택하셨네.
2절
리히텐슈타인이여 영원하라,
젊은 라인 강 위에 번영하며,
행복하고 성실하게.
우리의 군주여 영원하라,
우리의 조국이여 영원하라,
하나되고 자유로운
형제와 같은 결속과 함께.

## 트리비아
영국의 국가와 똑같은 멜로디로 인해 잉글랜드 축구 국가대표팀의 선수들이 영문도 모르고 국가를 두 번이나 부르는가 하면 스코틀랜드와 리히텐슈타인의 축구 경기에서 스코틀랜드의 축구 팬들이 이 노래를 향해 야유를 퍼붓기도 했다.

## 같이 보기
- 영국의 국가